# Callhyccoda viriditrina
Callhyccoda viriditrina is een vlinder uit de familie uilen (Noctuidae). De wetenschappelijke naam van deze soort is voor het eerst geldig gepubliceerd in 1935 door Berio.
De soort komt voor in tropisch Afrika.